# Ceratotheca sesamoides
Ceratotheca sesamoides är en sesamväxtart som beskrevs av Stephan Ladislaus Endlicher. Ceratotheca sesamoides ingår i släktet Ceratotheca och familjen sesamväxter. Inga underarter finns listade i Catalogue of Life.